# ARMA 3
ARMA 3 (stavat som ARMA III) är en förstapersonsskjutare utvecklad av den tjeckiska spelstudion Bohemia Interactive till Microsoft Windows. Spelet gavs ut den 12 september 2013. Spelets berättelse äger rum i mitten av 2030-talet under den fiktiva militäroperationen Operation Magnitude som inleddes av NATO-styrkor, vilka är i krig mot "Östeuropeiska arméer" under det gemensamma namnet CSAT (Canton-Protocol Strategic Alliance Treaty) som leds av Iran ihop med en koalition av andra asiatiska länder.
År 2035, mer än 25 år efter händelserna i ARMA 2, skickas Natostyrkor till öarna i Egeiska havet för att försöka slå tillbaka en stor CSAT-offensiv från öst. Under singleplayerkampanjen tar spelaren rollen som den amerikanska korpralen Ben Kerry. Spelaren måste inledningsvis överleva striderna på egen hand efter att de allierades styrkor besegras i en misslyckad Nato-operation. Under kampanjläget kommer spelaren delta i ensamstående infiltrationsuppdrag och befalla storskaliga pansaroperationer. Spelaren kan välja olika mål och vapen (t.ex. UAV, artilleri och flygunderstöd) beroende på dennes spelstil.
ARMA 3 utspelar sig på de egeiska öarna Altis (tidigare Lemnos) och Stratis i Grekland. Öarna har fotorealistisk terräng- och vattenmiljöer. Altis är den största banan i Arma-serien och som omfattar cirka 270 km². Den mindre ön, Stratis, expanderar över ett område på 20 km². Öarna har också över 50 byar med byggnader som är både genomträngliga och förstörbara.

## Nedladdningsbart innehåll

### Zeus
Zeus är ett gratis nedladdningsbart innehåll som släpptes 10 april 2014. DLC:n är döpt efter den grekiska guden Zeus och ger användarna möjligheten att ta rollen som Zeus. Zeus kan modifiera scenarierna i realtid och på så sätt skapa unika dynamiska uppdrag.

### Karts DLC
Karts-DLC:n släpptes 29 maj 2014 och innehåller gokarts och även utmaningar för dessa. DLC:n innehåller också diverse relaterade objekt till exempel en signalpistol.

### Helicopters DLC
Helikopter-DLC:n släpptes 4 november 2014 och innehöll bland annat två nya helikoptrar.

### Marksmen DLC
Marksmen-DLC:n släpptes 8 april 2015 och innehöll 5 nya gevär, 2 kulsprutor, kikarsikten, ghilliedräkter och även nya uppdrag och utmaningar.

### Apex DLC
Apex DLC:n släpptes 11 juli 2016 och innehåller en ny terräng, 13 nya vapen, 10 nya fordon, ny utrustning av olika slag för användning på personen (kläder, ryggsäckar mm.), samt en 1-4 spelares multiplayer "co-op"-kampanj.